# エイティーン・ホイーラー
『エイティーン・ホイーラー』（18 Wheeler: American Pro Trucker）は2000年にセガからリリースされたレースゲーム。
トレーラーを運転してアメリカ大陸を横断する。アーケード用が先にリリースされ、追ってドリームキャストに移植、その後ニンテンドー ゲームキューブ版、PlayStation 2版が発売されている。
タイトルはアメリカのセミトレーラーで採用されている車輪配置でポピュラーな18輪（牽引車：前軸2輪＋後軸4輪×2軸＝10輪、被牽引車：4×2軸＝8輪）から。

## アーケードモード
プレイヤーはまずトレーラーヘッド（トラクター）を選び、続いてステージ1を除いて区間毎に積み荷を2種類から選ぶ。各コース毎で規定時間内に走破するとステージクリアとなり、ライバルのトラック"Lizard Tail"より先に着くとボーナスゲームで遊ぶことができる。ボーナスカーのシボレー・アストロに追突すると持ち時間が3秒延びる。

### トレーラーヘッド
デフォルトで選べる車は4種類あり、それぞれ特性が異なる。
- アスファルトカウボーイ（Asphalt Cowboy）

性能面でバランスが取れたタイプ。車体色は赤。
- ロングホーン（Long Horn）

最高速度は速くないが耐久性とトルクが高い。フロントに角のアクセサリーと四輪駆動車のようなグリルガード（バンパー）を装着している。車体色は金茶。
- ストリームライン（Stream Line）

エアロパーツとターボチャージャーを装着しており中速・高速重視の性能だが耐久性が低い。車体色は紫の濃淡。
- ハイウェイキャット（Highway Cat）

加速は悪いが最高速度が速い。唯一のキャブオーバータイプで女性ドライバー。車体色は紫と白。
- この他に隠しコマンドでデコトラ風の「日本丸」が設定されており、この車のみトレーラーヘッドの後軸が1軸のため厳密にはフォーティーン・ホイーラーとなる。日本丸を選ぶとアーケードモードのトレーラーは専用のバンボディ（日本丸2号）またはダンプ（日本丸3号）に限定される。

### コース
4つの区間が設定されている。途中でルートが二手に分かれるので、走り方次第でタイムアップにつながる。
- ステージ1：ニューヨーク（ニューヨーク州） - キーウェスト（フロリダ州）
  - 時間帯：朝から昼
  - 積み荷：石油（タンクローリー）

インターステートハイウェイ95号線で東海岸沿いに南下する。
- ステージ2：セントピーターズバーグ（フロリダ州） - ダラス（テキサス州）
  - 時間帯：日中
  - 積み荷：自動車（カーキャリア）または材木（ログトレーラー）

アメリカ南部の田舎町を走り抜ける。後半の竜巻に注意。
- ステージ3：ダラス - ラスベガス（ネバダ州）
  - 時間帯：午後から夕方
  - 積み荷：コンテナ（バンボディ）または建設機械（ビッグリグ）

荒涼とした砂漠地帯を走る。落石が起こりやすいので注意。
- ステージ4：ラスベガス - サンフランシスコ（カリフォルニア州）
  - 時間帯：深夜から早朝
  - 積み荷：ケーブルカーまたはダンプトレーラー

カーブと勾配の多いルート。サンフランシスコのゴールデンゲートブリッジを渡るとゴール。

### ボーナスゲーム
ステージ1・2・3でライバルより早く完走すると、パーキングチャレンジと称するボーナスゲームに挑戦できる。トレーラーを規定時間内に指定箇所に駐車することができれば、下記のパーツが装着されて車がパワーアップする。
- 1回目：ホーン
- 2回目：マフラー
- 3回目：エンジンチューン

## 家庭用移植で追加されたモード
既存のコースをアレンジした、オリジナルのプレイモードが追加された。

### パーキングチャレンジ
アーケードモードのボーナスゲームを発展させたもの。ステージ内に設けられた5か所の駐車場所を規定時間内に巡り、正確に停めるかに挑む。ステージは初期状態では4種類あるが、すべてクリアすると2種類追加されて6ステージになる。

### スコアアタック
コースを3周して何台ものボーナスカーにクラッシュしてハイスコアを稼ぐ。コースは4種類。アーケードモードの各コースに設定されているトレーラーを自由に組み合わせることができる。

## バーサス
2人対戦モード。画面を上下に分割してプレイするため視点変更ができない。コースを3周してスコアの高い方が勝ち。

## 関連作品
- 東京バス案内 - アーケード版の筐体を流用
- 爆走デコトラ伝説
- トラック狂走曲
- 爆走コンボイ伝説～男花道アメリカ浪漫～